# آنا إيليزا جنكينز
آنا إيليزا جنكينز (بالإنجليزية: Anna Eliza Jenkins) هي اخصائية فطريات أمريكية، ولدت في 1886، وتوفيت في 26 نوفمبر 1972.